# 瑞寶章

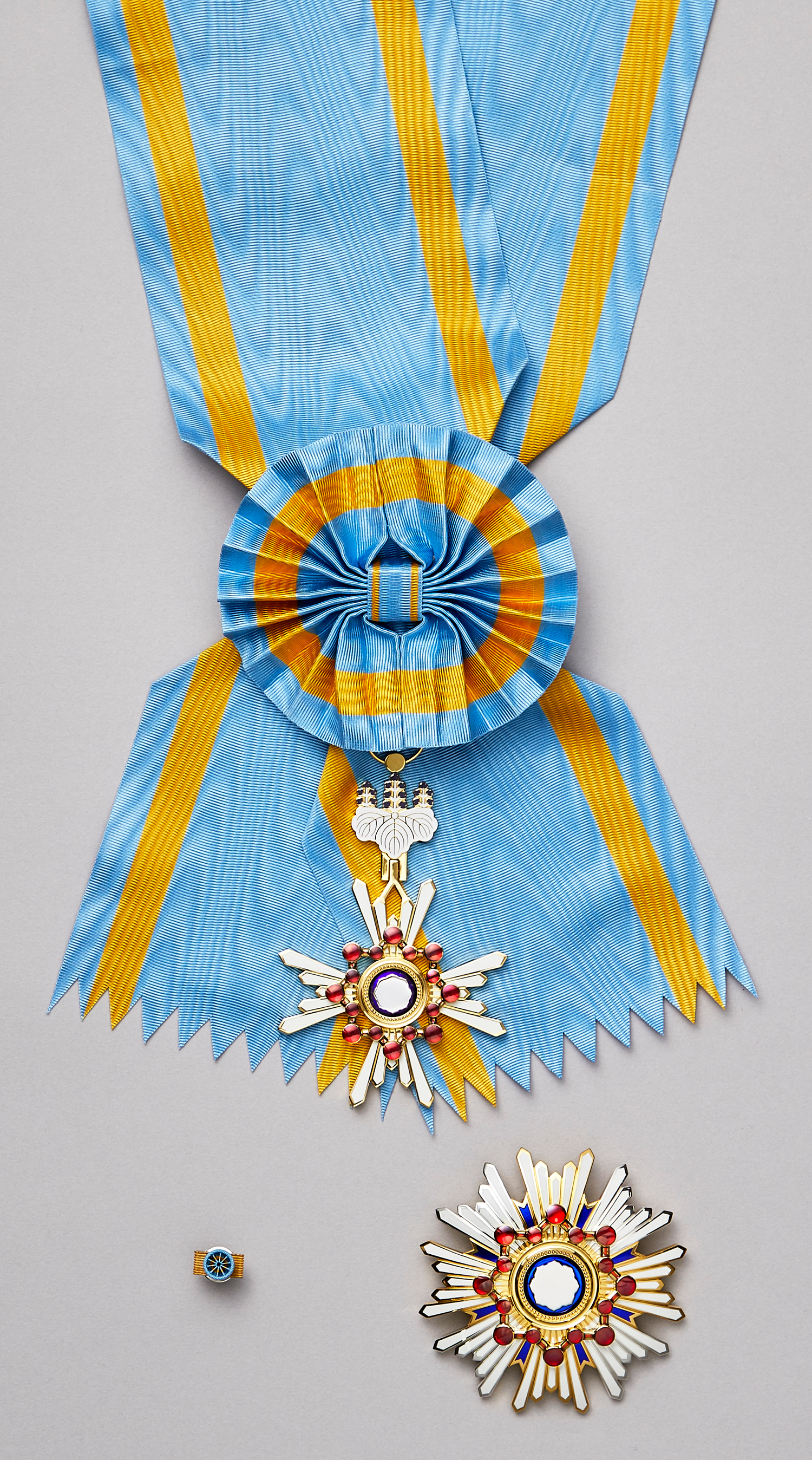
瑞寶章

瑞寶章（日语：／ Zuihōshō）日本於1888年1月4日由明治天皇制定的勳章。國家以在公共事務有功勞者，長年從事公務者，功績受到推舉者為授與對象。

## 概要
制定當初是只給男性的勳章，但自1919年起女性也可以接受此殊榮。1892年7月19日，廣瀨宰平（住友財團總理事）、澀澤榮一（日本第一銀行（瑞穗銀行前身）銀行長）、古河市兵衛（足尾銅山經營者）、伊達邦成（北海道開拓者）等四人為最早以民間人士身分獲得「明治勳章」（勳四等瑞寶章）的授勳者。
在這之前，勳章是授與對國事盡力者，因此都只授與官吏。為此，該年更正賞勳條例，只要民間人士對國家盡力者也可以授與。

## 種類
| 名稱 | 名稱                                    | 舊制度之勳等及名稱 | 備考 |
| ---- | --------------------------------------- | ------------------ | --- |
|      | 瑞寶大綬章 （ずいほうだいじゅしょう）   | 勳一等瑞寶章       | 制定時為勳一等至勳八等的8個階級。2003年的榮典制度改正後，從同年11月3日改為6個階級。各階級的名稱由原本的「勳○等瑞寶章」改為以旭日章為標準的命名方式。 |
|      | 瑞寶重光章 （ずいほうじゅうこうしょう） | 勳二等瑞寶章       | 制定時為勳一等至勳八等的8個階級。2003年的榮典制度改正後，從同年11月3日改為6個階級。各階級的名稱由原本的「勳○等瑞寶章」改為以旭日章為標準的命名方式。 |
|      | 瑞寶中綬章 （ずいほうちゅうじゅしょう） | 勳三等瑞寶章       | 制定時為勳一等至勳八等的8個階級。2003年的榮典制度改正後，從同年11月3日改為6個階級。各階級的名稱由原本的「勳○等瑞寶章」改為以旭日章為標準的命名方式。 |
|      | 瑞寶小綬章 （ずいほうしょうじゅしょう） | 勳四等瑞寶章       | 制定時為勳一等至勳八等的8個階級。2003年的榮典制度改正後，從同年11月3日改為6個階級。各階級的名稱由原本的「勳○等瑞寶章」改為以旭日章為標準的命名方式。 |
|      | 瑞寶雙光章 （ずいほうそうこうしょう）   | 勳五等瑞寶章       | 制定時為勳一等至勳八等的8個階級。2003年的榮典制度改正後，從同年11月3日改為6個階級。各階級的名稱由原本的「勳○等瑞寶章」改為以旭日章為標準的命名方式。 |
|      | 瑞寶單光章 （ずいほうたんこうしょう）   | 勳六等瑞寶章       | 制定時為勳一等至勳八等的8個階級。2003年的榮典制度改正後，從同年11月3日改為6個階級。各階級的名稱由原本的「勳○等瑞寶章」改為以旭日章為標準的命名方式。 |
|      | －                                      | 勳七等瑞寶章       | 榮典制度改正後廢止。 |
|      | －                                      | 勳八等瑞寶章       | 榮典制度改正後廢止。 |

## 勳章設計
以古代的寶鏡為中心，搭配16個連珠，8條有4條線的光線。寶鏡模仿伊勢神宮的神器八咫鏡。
「鈕」使用桐花的花葉造型（舊制下沒有紐）。「綬」為藍色及橙黃雙線（舊制下為白色及橙黃雙線，明治時期為灰色及淡桃色）。舊制男女綬的形狀有差異，大綬的下端男性使用圓形結，女性使用蝴蝶結，襟綬男性為倒三角形，女性為蝴蝶結。新制大綬下端一律使用圓結，襟綬使用倒三角形。

## 瑞寶大綬章部分受章者
※年月日為受章日。頭銜為過去的職位。
- 小田滋 國際法院副院長 2003年（平成15年）11月3日
- 和田光史 九州大學長 2003年（平成15年）11月3日
- 小粥正巳 大藏事務次官 2004年（平成16年）3月16日
- 工藤郭夫 内閣法制局長官 2004年（平成16年）4月29日
- 吉永祐介 檢事總長 2004年（平成16年）4月29日
- 土肥孝治 檢事總長 2004年（平成16年）11月3日
- 井村裕夫 京都大學長 2005年（平成17年）4月29日
- 松下康雄 日本銀行總裁 2005年（平成17年）4月29日
- 西原春夫 早稻田大學總長 2007年（平成19年）11月3日

## 外部連結
- （日語）日本の勲章・褒章